# Владимир Тушев (гимнастик)
Владимир Тушев е български гимнастик, представител на русенския клуб „Акро“ и член на младежкия национален отбор. Многократен републикански шампион. Представя България на вторите младежки летни олимпийски игри в Нанкин през 2014 година, където става втори в квалификацията на халки, за да заеме на финала престижното четвърто място.

## Спортна кариера
На провелата се през 2014 година младежка олимпиада Тушев влиза на финала на многобоя, където записва 17-и резултат. Започва убедително, след като заема 7-о място във временното класиране след първите два уреда, но получава травма в петата на висилка и не успява да разкрие пълния си потенциал на земя и кон с гривни. Завиден резултат обаче показва на халки, където е втори в квалификацията. На финала на уреда завоюва четвърто място с оценка 13,500, като от бронзовия медал го дели нищожна разлика – трети е украинецът Владислав Хрико с 13,533. Като причина за позицията Тушев изтъква недостатъчно задържане на силовата стойка.
Класира се отборно 12-и на европейските първенства в Монпелие (2012) и София (2014). Участва и на европейското първенство през 2016 година в швейцарския град Берн, където не успява да впечатли индивидуално, а отборно се класира на 25-о място.